# 深圳公交M539路
深圳公交M539路（原深圳公交B839路）是由TCL国际E城总站往來南山中心区总站的干线巴士，由深圳巴士集团股份有限公司营运。

## 线路简介
- 深圳公交M539路（原深圳公交B839路）由深圳巴士集团股份有限公司营运。
- 39路原属深圳巴士集团第三分公司松坪山车队营运，2012年7月2日，39路移交至深圳巴士集团第五分公司南山事业部营运，并更改线路编号为B839路，线路性质也由干线巴士改为支线巴士。2017年12月11日，线路编号再改为M539路，线路性质改为干线巴士。
- 该线路走向由TCL国际E城总站往来南山中心区总站，车型为开沃NJL6859BEV9空调巴士，全程行驶时间为30分钟。
- 服务时间：7:00-21:00。
- 班次间隔：30-60分钟一班

## 途经站点
- 往南山中心区总站方向：TCL国际E城总站 - 新安文体中心 - 鸿威工业区 - 兴东地铁站 - 金威啤酒厂 - 留仙三路 - 汇聚创新园 - 南山福利中心 - 深职院西校区 - 留仙洞地铁站 - 石鼓花园 - 西丽派出所 - 茶光石鼓路口 - 茶光路中 - 第二高级中学 - 直升机场 - 朗山路西 - 海普瑞 - 科苑北环立交② - 科苑立交南 - 科苑北 - 深南科苑立交北 - 科技园② - 深大北门② - 深圳大学 - 桂庙新村 - 海雅百货 - 佳嘉豪苑 - 创业路东 - 观海台 - 海岸城 - 南山中心区公交总站

- 往TCL国际E城总站方向：南山中心区公交总站 - 海岸城 - 观海台 - 创业路东 - 佳嘉豪苑 - 海雅百货 - 桂庙新村 - 深圳大学 - 深大北门② - 深大地铁站 - 高科技中心 - 深南科苑立交 - 科苑北 - 海普瑞 - 直升机场 - 第二高级中学 - 茶光路中 - 茶光石鼓路口 - 西丽派出所 - 石鼓花园 - 留仙洞地铁站 - 深职院西宿舍 - 深职院西校区 - 南山福利中心 - 汇聚创新园 - 留仙三路 - 金威啤酒厂 - 兴东地铁站 - 鸿威工业区 - 中粮商务公园 - TCL国际E城总站

## 历史
- 39路于2004年9月1日开通，以深圳巴士集团公汽分公司当时拥有的珠江GZ6112S运营，当时该线路是松坪山往来高新公寓。
- 2006年3月23日，39路开始使用深圳通系统付费。[1]
- 2008年，39路延长至南山中心区总站，班次急剧减少，仅早晚高峰4班车。[2]
- 2009年，39路的经营权由深圳巴士集团公汽分公司移交至深圳巴士集团第三分公司松坪山车队。
- 2010年，39路的珠江GZ6112S退役淘汰，更换成新车宇通ZK6126HGL或骏威GZ6112SVI非空调车营运该线路，平峰期这些车辆营运236路。
- 2011年，39路的骏威GZ6112SVI退役淘汰，更换成新车五洲龙FDG6111HEVG2营运该线路。
- 2012年7月2日，39路移交至深圳巴士集团第五分公司南山事业部，并更改线路编号为B839路，线路性质也由干线巴士线路转变为支线巴士线路，并恢复全日服务，配车也由五洲龙FDG6111HEVG2更换为申龙SLK6753UF23。
- 2017年12月11日，该线线路编号更改为M539路，并由松坪山总站延伸至TCL国际E城总站。

## 资料来源
1. ↑  . 南方日报网络版. 2006-03-24 （中文（简体））.
2. ↑  . 搜狐网. 2009-04-09 （中文（简体））.[]